# Distretto di Miyazaki
Il distretto di Miyazaki (宮崎郡, Miyazaki-gun?) era uno dei distretti dell'omonima prefettura di Miyazaki, in Giappone.
Prima di essere soppresso, ne faceva parte solo il comune di Kiyotake. Il 23 marzo 2010, Kiyotake è stata assorbita dalla città di Miyazaki, ed il distretto ha cessato di esistere.